# Grimmia elongata
Grimmia elongata là một loài Rêu trong họ Grimmiaceae. Loài này được Kaulf. mô tả khoa học đầu tiên năm 1816.